# Isla Verde (Malvinas)
La isla Verde (en inglés: Green Island) es una de las islas Malvinas. Se encuentra en el sector septentrional de la isla Soledad y dentro de la Bahía de la Maravilla (o Bahía del Aceite). 
Esta isla emerge  al sur de la caleta del Centro, al norte del Rincón del Zaino, en proximidades de la desembocadura del arroyo Malo y a la altura de Puerto Soledad.